# Juli 2008
Portal Geschichte | Portal Biografien | Aktuelle Ereignisse | Jahreskalender | Tagesartikel

◄ |
20. Jahrhundert |
21. Jahrhundert

◄ |
1970er |
1980er |
1990er |
2000er
| 2010er | 2020er | 2030er | ►

◄ |
2004 |
2005 |
2006 |
2007 |
2008
| 2009 | 2010 | 2011 | 2012 | ►

◄ |
April 2008 |
Mai 2008 |
Juni 2008 |
Juli 2008 |
August 2008 |
September 2008 |
Oktober 2008 |
►
Dieser Artikel behandelt tagesbezogene Nachrichten und Ereignisse im Juli 2008.

## Tagesgeschehen

### Dienstag, 1. Juli 2008
- Ankara/Türkei: Im Rahmen der Ermittlungen gegen die Untergrundbewegung Ergenekon werden 21 Personen, darunter zwei pensionierte Vier-Sterne-Generäle verhaftet[1]
- Berlin/Deutschland: Die Reform der Pflegeversicherung bringt spürbare Verbesserungen, insbesondere für pflegebedürftige demenzerkrankte Personen. Für die rund 20 Millionen Rentner gibt es mehr Geld. Mit einer neuen Kindervorsorgeuntersuchung wird eine Lücke im Vorsorgekalender geschlossen. Und Kinder und Jugendliche werden künftig besser vor medialen Gewaltdarstellungen geschützt.[2]
- Den Haag/Niederlande: Landesweit tritt das Rauchverbot von Tabak in öffentlichen Räumen in Kraft. Hierzu gehören auch Gastwirtschaften, Restaurants und Coffeeshops.[3]
- Düsseldorf/Deutschland: In Nordrhein-Westfalen tritt das Rauchverbot in Gaststätten in Kraft. Es gilt nicht für geschlossene Veranstaltungen, Zeltveranstaltungen und Biergärten. Ist ein separater Raucherraum in der Gaststätte vorhanden, darf dort geraucht werden.[4]
- Paris/Frankreich: Frankreich übernimmt von Slowenien den Vorsitz im Rat der Europäischen Union. Das Amt des Regierungschefs der EG erhält Nicolas Sarkozy.[5]

### Mittwoch, 2. Juli 2008
- Ankara/Türkei: Die Regierung der islamisch-konservativen Regierungspartei AKP verhaftet mehrere ehemalige Generäle des Militärs, oppositionelle Journalisten und prominente Gegner der AKP durch die Polizei.[6]
- Bogotá/Kolumbien: Die Oppositionskandidatin Íngrid Betancourt sowie weitere Geiseln werden aus der Gefangenschaft der FARC befreit.[7]
- St. Louis / Vereinigte Staaten: Das US-amerikanische Unternehmen Chrysler schließt ein Werk für Minivans in St. Louis. Aufgrund hoher Benzinpreise und Finanzierungsschwierigkeiten infolge der Finanzkrise des US-amerikanischen Kreditmarktes verändert sich der US-amerikanische Automarkt. Verbraucher steigen auf kleinere Autos ausländischer Hersteller mit weniger Benzinverbrauch um.[8]

### Donnerstag, 3. Juli 2008
- Karlsruhe/Deutschland: Das Bundesverfassungsgericht kippt Teile des Bundestagswahlrechts.[9]
- Nikosia/Zypern: Das zyprische Parlament stimmt dem Vertrag von Lissabon zu. Zypern ist nach dem Vereinigten Königreich das zweite Land, das den Vertrag nach dem irischen „Nein“ ratifiziert hat.[10]

### Freitag, 4. Juli 2008
- Berlin/Deutschland: Die Benzinpreise für Superbenzin überspringen 1,60 Euro und für Diesel 1,56 Euro je Liter. Wirtschaftswissenschaftler befürchten, dass die hohen Kraftstoffpreise bis zu 140.000 Arbeitsplätze in Deutschland gefährden.[11]
- Minsk/Belarus: Bei einem Abschlusskonzert zu den Feierlichkeiten zum Unabhängigkeitstag werden bei einer Bombenexplosion kurz nach Mitternacht etwa 50 Menschen verletzt. Präsident Aljaksandr Lukaschenka macht sich ein Bild von den Rettungsarbeiten.[12]
- Olympia/Griechenland: Deutsche Forscher geben bekannt, in Olympia das antike Hippodrom entdeckt zu haben.[13]
- Zchinwali/Georgien: Der Konflikt zwischen Georgien und der abtrünnigen Teilrepublik Südossetien eskaliert. Nach einem Angriff georgischer Truppen in der Nacht hat die international nicht anerkannte Regierung Südossetiens eine Generalmobilmachung angekündigt. Aus Georgien hieß es, die eigenen Truppen seien zuerst beschossen worden und hätten reagieren müssen. Russland kündigte an, bei weiteren Aggressionen notfalls seine Truppen in Südossetien verstärken zu wollen. Bei den Gefechten waren drei Menschen getötet und mindestens zehn verletzt worden. Aus Südossetien hieß es, Georgien habe die Teilrepublik von drei Seiten aus mit Granatwerfern beschossen und in der Hauptstadt Zchinwali auch Schusswaffen eingesetzt.[14]

### Samstag, 5. Juli 2008
- London/Vereinigtes Königreich: Die Amerikanerin Venus Williams gewinnt das Damen-Einzel-Turnier der Wimbledon Championships im Tennis gegen ihre Schwester Serena Williams.[15]
- Tiflis/Georgien: In der Nacht verkündet Georgiens stellvertretender Verteidigungsminister Batu Kutelia, falls sich die Konfliktsituation in Südossetien in den nächsten 48 Stunden verschärfen sollte, würde Georgien seine Streitkräfte in maximale Gefechtsbereitschaft mit Einsatz aller verfügbaren Truppen versetzen. Im Mai setzte Georgien seine Streitkräfte bereits in erhöhte Gefechtsbereitschaft, als Russland zusätzliche Truppen in die von Georgien abtrünnige Region Abchasien schickte. Reporter schätzen, dass Georgien nahe Abchasien bis zu 12.000 Soldaten zusammengezogen hat.[16]

### Sonntag, 6. Juli 2008

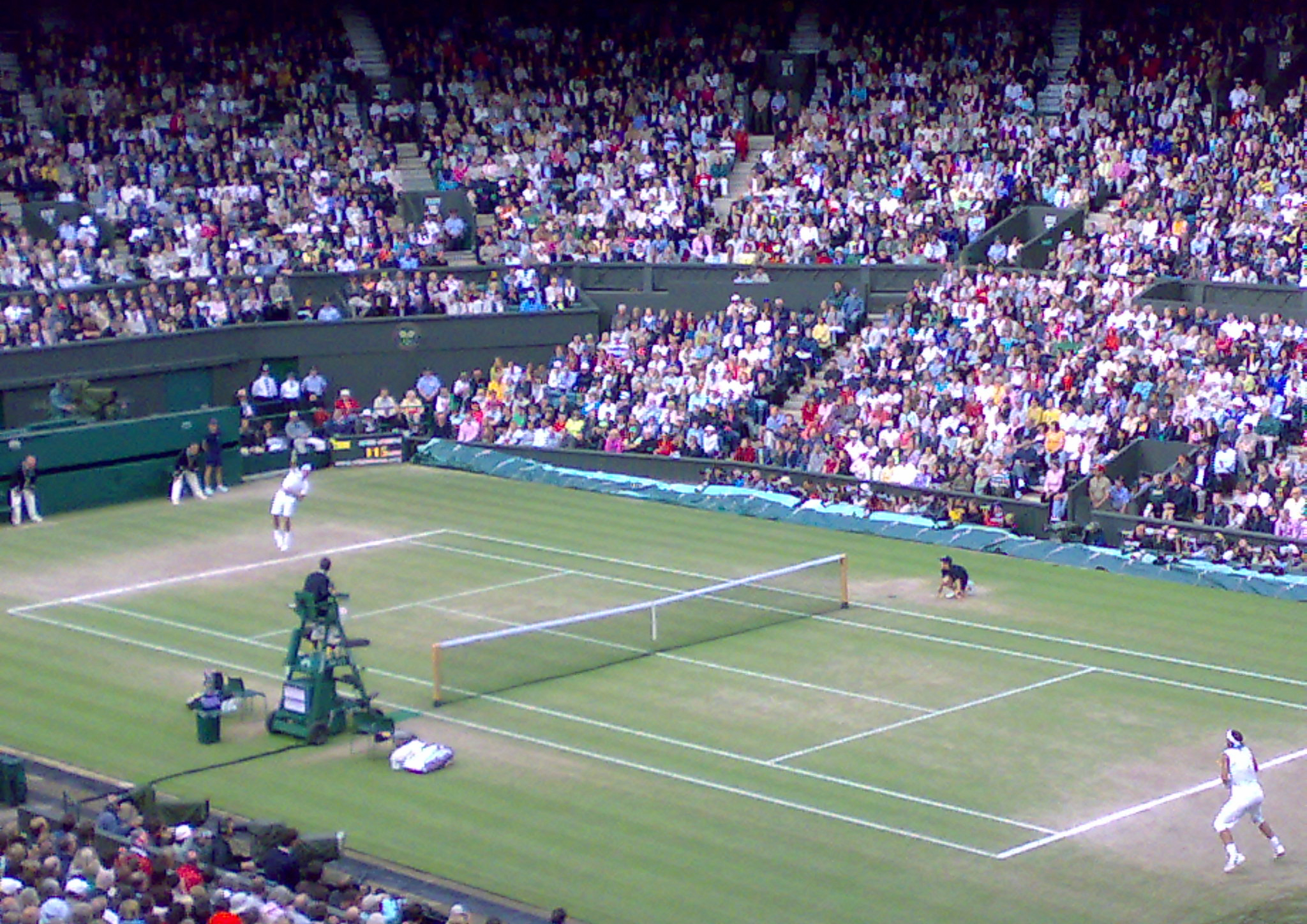
Herren-Endspiel 2008 in Wimbledon

- London/Vereinigtes Königreich: Rafael Nadal aus Spanien gewinnt das Herren-Einzel-Turnier der Wimbledon Championships im Tennis gegen Roger Federer aus der Schweiz in fünf Sätzen.[17]

### Montag, 7. Juli 2008
- Tōyako/Japan: Die Staatschefs der Gruppe der Acht und der Präsident der Europäischen Kommission treffen sich zum 34. Weltwirtschaftsgipfel.[18]
- Wien/Österreich: Die ÖVP hat heute in einer Pressekonferenz am Vormittag Neuwahlen angekündigt. Faymann wird Spitzenkandidat der SPÖ. Noch-Kanzler Alfred Gusenbauer kündigt an, nicht mehr zur Verfügung zu stehen.
- York/Vereinigtes Königreich: Die Generalsynode der anglikanischen Kirche von England befürwortet die uneingeschränkte Zulassung von Frauen zum Bischofsamt.[19]

### Dienstag, 8. Juli 2008
- Den Haag/Niederlande: Die Erste Kammer der Generalstaaten stimmt dem Vertrag von Lissabon zu. Damit sind die Niederlande das dritte Land, das den Vertrag nach dem irischen „Nein“ ratifiziert hat.[20]
- Drôme/Frankreich: Im Kernkraftwerk Tricastin bei Avignon laufen 30 Kubikmeter radioaktive Flüssigkeit aus und gelangen teilweise in umliegende Flussläufe.[21]

### Mittwoch, 9. Juli 2008
- Persischer Golf: Iran testet Mittelstreckenraketen vom Typ Shahab 3 mit einer geschätzten Reichweite von bis zu 2.000 Kilometern.[22]

### Donnerstag, 10. Juli 2008

Symbol des App Stores

- Kalifornien/Vereinigte Staaten: Das Technologieunternehmen Apple eröffnet mit dem App Store eine digitale Vertriebsplattform von Mobilen Apps für iOS-Geräte.

### Freitag, 11. Juli 2008
- Köln/Deutschland: Nach einer Entgleisung eines ICE 3 im Hauptbahnhof Köln infolge einer gebrochenen Radsatzwelle[23] am 8. Juli wurde die 67 Fahrzeuge umfassende Flotte ab Mitternacht weitgehend stillgelegt. In der Folge kommt es zu umfangreichen Zugausfällen[24]
- Parangua/Venezuela: Annäherung zwischen Kolumbien und Venezuela. Die Staatschefs der beiden Andenländer, Hugo Chávez und Álvaro Uribe treffen sich auf einem Raffineriezentrum an der venezolanischen Karibikküste. Dem Gipfel wird besondere Aufmerksamkeit geschenkt, weil beide Länder noch im März wegen des Angriffs des kolumbianischen Militärs auf Stellungen der FARC-Rebellen am Rande eines Krieges standen. Chávez sieht die FARC als legitime Verhandlungspartei an.[25]
- Russland: Das russische Militär trainiert im Nordkaukasus für den Einmarsch ins südliche Nachbarland Georgien. Falls eine militärische Eskalation des innergeorgischen Konflikts drohe, würde Russland nach Angaben eines Militärsprechers in Georgien einmarschieren, um die Bevölkerung von Abchasien und Südossetien zu schützen.

### Samstag, 12. Juli 2008
- Litschau/Österreich: Während eines Unwetters wird in Litschau im nördlichen Waldviertel ein Kugelblitz beobachtet.[26]
- Paris/Frankreich: Auf Vermittlung des französischen Staatspräsidenten Nicolas Sarkozy werden Syrien und Libanon ihre seit 2005 abgebrochenen diplomatischen Beziehungen wieder aufnehmen.[27]

### Sonntag, 13. Juli 2008

Mitgliedstaaten der Union für das Mittelmeer (blau: EU-Staaten; gelb: übrige Mitglieder; gelb gestreift: Beobachter)

- Garmisch-Partenkirchen/Deutschland: Zwei deutsche Teilnehmer eines Berglaufwettbewerbs zum Gipfel der Zugspitze sterben an Erschöpfung und Unterkühlung. Die Veranstaltung wurde trotz Schlechtwetterprognosen nicht abgesagt.[28]
- Paris/Frankreich: In Paris gründen die 27 EU-Länder und 17 Mittelmeer-Anrainerstaaten die Union für das Mittelmeer. Geplant sind Projekte wie die Säuberung des Mittelmeers, eine neue Straßenverbindung quer durch Nordafrika und der Ausbau der Solarenergie.[29]
- Vereinigte Staaten: Die US-Behörden geben im Zuge der Finanzkrise ab 2007 den beiden Hypothekenfinanzierern Fannie Mae und Freddie Mac Sicherheitszusagen.[30] Die beiden Hypothekenbanken erhalten Zugang zu Krediten der Federal Reserve. Zudem kann ihnen das Finanzministerium der Vereinigten Staaten Kredite oder Eigenkapital zur Verfügung stellen.[31]

### Montag, 14. Juli 2008
- Den Haag/Niederlande: Der Chefankläger des Internationalen Strafgerichtshofs, Luis Moreno Ocampo, hat wegen des Völkermordes in Darfur einen Haftbefehl gegen den sudanesischen Präsidenten Umar al-Baschir beantragt.[32]
- Halle/Deutschland: Mit einem Festakt in Halle wird die 1652 gegründete Leopoldina zur deutschen Nationalen Akademie der Wissenschaften ernannt.[33]
- Löwen/Belgien: Der belgische Brauereikonzern InBev übernimmt den US-amerikanischen Konzern Anheuser-Busch Companies.[34]
- Paris/Frankreich: Der syrische Staatspräsident Assad nimmt einen Tag nach der Gründungsversammlung der Union für das Mittelmeer neben dem Premierminister Israels, Ehud Olmert und Ägyptens Staatschef Mubarak auf der Ehrentribüne an der traditionellen Militärparade anlässlich des französischen Nationalfeiertages teil. Der syrische Geheimdienst wird eines Anschlages auf UN-Soldaten in Beirut verdächtigt, bei dem 1983 58 Franzosen ums Leben kamen. Aktivisten der Organisation Reporter ohne Grenzen hatten am Rande der Parade gegen Assads Teilnahme protestiert und wurden verhaftet.[35]

### Dienstag, 15. Juli 2008
- Göteborg/Schweden: Bei einem Unfall im Freizeitpark Liseberg wurden 30 Personen verletzt. Vermutlich brach die Schaukel des Fahrgeschäfts Rainbow Ride auf Grund eines defekten Kugellagers zur Seite ab.[36]

### Mittwoch, 16. Juli 2008
- Berlin/Deutschland: Die deutsche Bundesregierung einigt sich auf einen Kompromiss zum gesetzlichen Mindestlohn.[37]
- Kuala Lumpur/Malaysia: Der malaysische Oppositionsführer Anwar Ibrahim wird in Kuala Lumpur von Sicherheitskräften festgenommen, nachdem ihn Ende Juni ein junger Mitarbeiter wegen „unzulässiger homosexueller Betätigung“ angezeigt hatte.[38] Der verheiratete Ibrahim hatte zuvor die Vorwürfe bestritten und sich als Opfer eines Komplottes zur Zerstörung seiner politischen Karriere bezeichnet.[39][40]

### Freitag, 18. Juli 2008
- Brüssel/Belgien: Der belgische König nimmt das Rücktrittsgesuch des Ministerpräsidenten Yves Leterme nicht an.[41]
- Vereinigte Staaten: Der Chiphersteller AMD verkündet, dass der AMD-Chef Héctor Ruiz seinen Posten als CEO aufgeben wird. Seine Nachfolge wird der langjährige Mitarbeiter und bisheriger Chief Operating Officer 'Dirk Meyer' antreten. Er hatte maßgeblich an der Entwicklung des K7 – Athlon Prozessors mitgewirkt.[42]

### Samstag, 19. Juli 2008
- Braunschweig/Deutschland: Demonstration vor dem Bundesamt für Verbraucherschutz und Lebensmittelsicherheit wegen der Wiederzulassung eines Bayer-Pestizids. Die Demonstration fand vor dem Hintergrund der Wiedereinführung des Pflanzenschutzmittels Clothianidin statt. Dieses als „Pflanzenschutz“ zugelassene Mittel hatte in den letzten Monaten beim landwirtschaftlichen Einsatz in Baden-Württemberg und am Oberrhein ein Bienensterben von etwa 330 Millionen Einzelindividuen der Honigbiene ausgelöst.[43]
- Dortmund/Deutschland: Die Loveparade findet in Dortmund statt.[44]

### Sonntag, 20. Juli 2008
- Peking/China: In China wird der Straßenverkehr aufgrund zu hoher Luftverschmutzung eingeschränkt.[45]

### Montag, 21. Juli 2008
- Kathmandu/Nepal: Zwei Monate nach der Ausrufung der Republik wurde Ram Baran Yadav zum ersten Staatspräsidenten Nepals gewählt.[46]
- Serbien: Der seit zwölf Jahren vom UN-Kriegsverbrechertribunal gesuchte ehemalige Präsident der Republika Srpska, Radovan Karadžić, wird in Serbien festgenommen[47]

### Dienstag, 22. Juli 2008
- Neu-Delhi/Indien: Das indische Parlament befürwortet das Atomabkommen mit den Vereinigten Staaten.[48]
- Saint-Alban-du-Rhône/Frankreich: Bei einem Atomunfall werden 15 Mitarbeiter des Atomkraftwerkes Saint-Alban kontaminiert.[49]

### Mittwoch, 23. Juli 2008
- Brüssel/Belgien: Die Europäische Union stoppt wegen Korruption Finanzhilfen für das erst im Jahre 2007 beigetretene Bulgarien.[50]

### Donnerstag, 24. Juli 2008

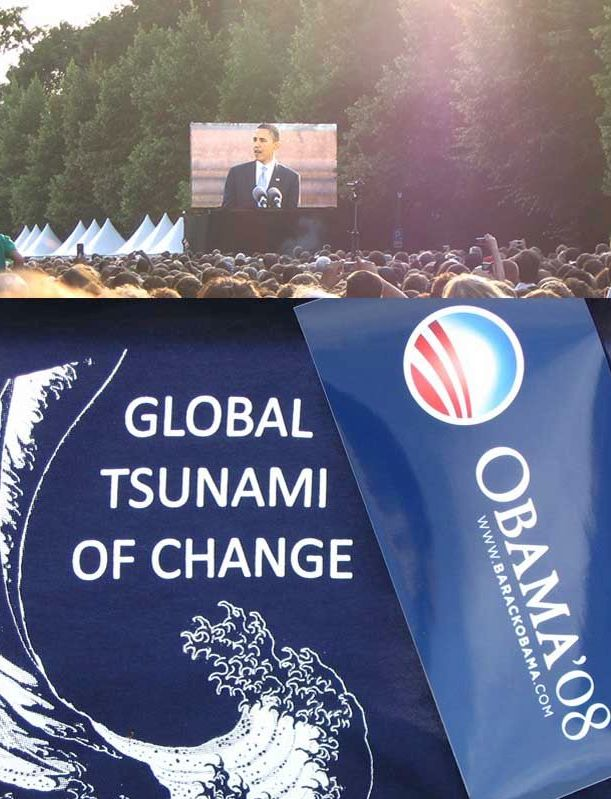
Barack Obama spricht in Berlin

- Berlin/Deutschland: Barack Obama hält eine Rede vor rund zweihunderttausend Menschen an der Berliner Siegessäule.[51]
- Honshū/Japan: Ein Erdbeben vor der Küste Japans erschüttert die japanische Insel Honshū.[52]

### Freitag, 25. Juli 2008
- Erfurt/Deutschland: Start der neuen 3. Liga im Erfurter Steigerwaldstadion mit dem Eröffnungsspiel des FC Rot-Weiß Erfurt gegen Dynamo Dresden 0:1.
- Manila/Philippinen: Eine Boeing 747-400 der Qantas Airways mit 350 Passagieren muss aufgrund eines ca. acht Quadratmeter großen Loches im Rumpf in Manila notlanden.[53]

### Samstag, 26. Juli 2008
- Ahmedabad, Gujarat/Indien: Eine Reihe von mindestens 16 Sprengstoffanschlägen fordert mindestens 45 Tote und über 100 Verletzte. Die Terrorgruppe Indische Mudschaheddin bekennen sich zu den Terroranschlägen.[54]
- Rom/Italien: Trotz scharfer Proteste der Opposition ruft die Regierung des Präsidenten des Ministerrats Silvio Berlusconi wegen der Zunahme der illegalen Einwanderung aus Afrika über das Mittelmeer einen landesweiten Notstand aus.[55]

### Sonntag, 27. Juli 2008
- Istanbul/Türkei: Zwei Bombenanschläge an einem Einkaufszentrum im Stadtteil Güngören fordern mindestens 17 Tote und 154 Verletzte. Die Anschläge werden der kurdischen Arbeiterpartei PKK zugerechnet.[56]
- Paris/Frankreich: Die 95. Tour de France 2008 endet in Paris mit einem Gesamtsieg des spanischen Radrennfahrers Carlos Sastre vom dänischen Team CSC-Saxo Bank.[57]
- Peking/China: Eröffnung des Olympischen Dorfes für die Olympischen Spiele 2008.

### Montag, 28. Juli 2008

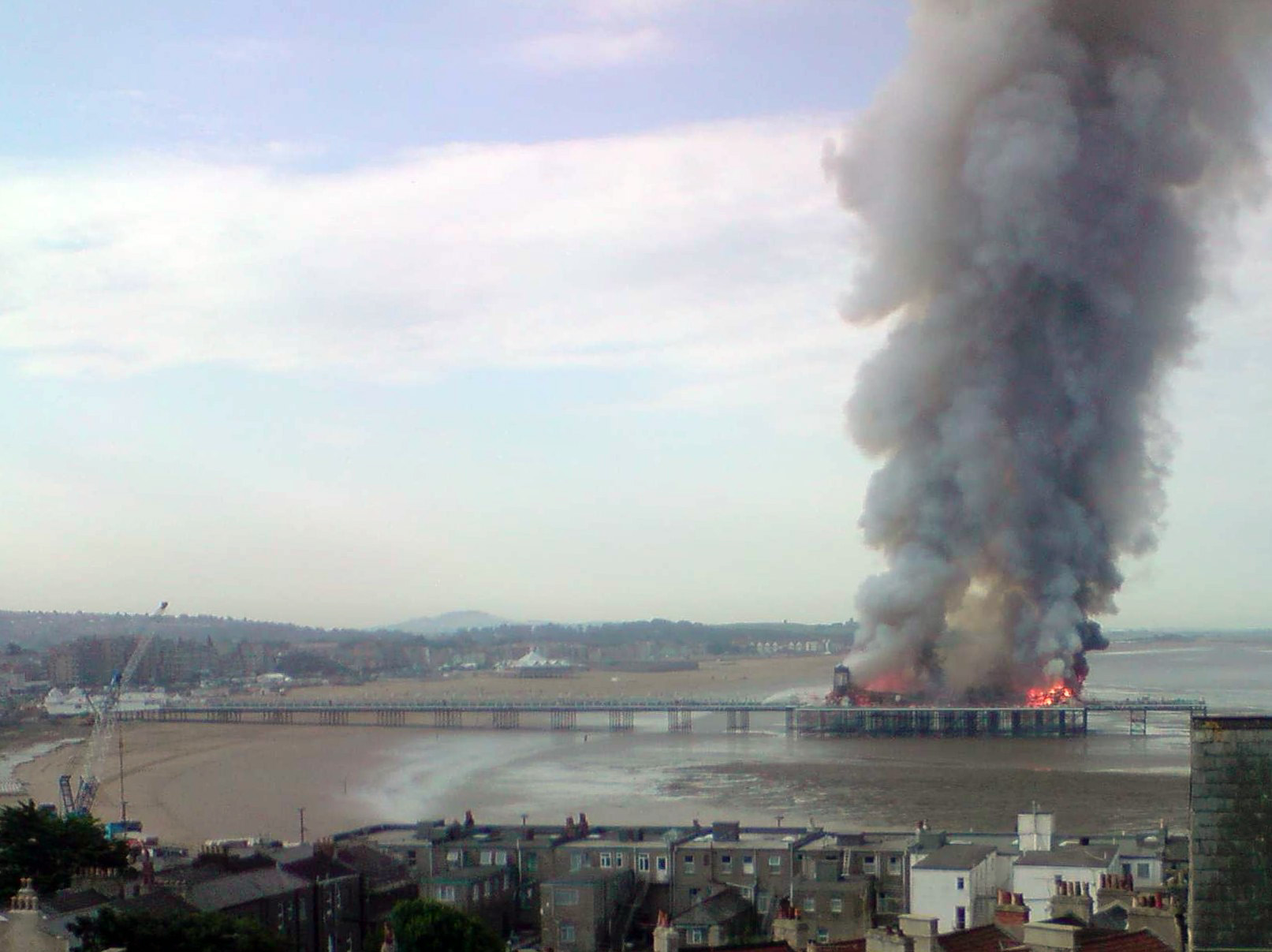
Feuer auf der Seebrücke von Weston

- Ankara/Türkei: Auf Antrag des Generalstaatsanwalts Abdurrahman Yalçınkaya beginnt das Verfassungsgericht seine Verhandlungen über ein Verbotsverfahren gegen die Regierungspartei Adalet ve Kalkınma Partisi (AKP) von Ministerpräsident Recep Tayyip Erdoğan.[58]
- Bagdad/Irak: Bei einer Serie von Anschlägen sterben mehr als 50 Menschen. Drei Attentäterinnen sprengen sich in Bagdad, eine weitere in Kirkuk in die Luft. Eine Schießerei und ein weiteres Bombenattentat in einer Kleinstadt fordern weitere Opfer.[59]
- Hamburg/Deutschland: In Hamburg wird der erste Airbus A380 ausgeliefert. Dieses ca. 210 Mio. Euro teure Flugzeug geht an die Airline Emirates und ist nur eines von 58 bestellten Flugzeugen des Typs A380. Insgesamt sind 198 A380 bestellt.[60]
- Moskau/Russland: Robert Dudley, Chef des britisch-russischen Ölkonzerns TNK-BP, flieht aus Russland.[61]
- Weston-super-Mare / Vereinigtes Königreich: Ein Brand zerstört die 100 Jahre alte historische Seebrücke des südwestenglischen Küstenorts komplett.[62]

### Dienstag, 29. Juli 2008
- Genf/Schweiz: Die Beratungen der Doha-Runde bei der Welthandelsorganisation über eine Liberalisierung des Welthandels wurden ergebnislos abgebrochen.[63]

### Mittwoch, 30. Juli 2008
- Den Haag/Niederlande: Radovan Karadžić wird in der Nacht nach Rotterdam ausgeflogen, später weiter nach Scheveningen, um dort dem Internationalen Strafgerichtshof für das ehemalige Jugoslawien übergeben zu werden, vor dem er sich wegen Völkermords und Verbrechen gegen die Menschlichkeit verantworten muss.[64]
- Düsseldorf/Deutschland: Die Schiedskommission der SPD NRW beschließt den Parteiausschluss des ehemaligen NRW-Ministerpräsidenten und Bundesministers Wolfgang Clement wegen seiner kritischen Äußerungen zur Landtagswahl in Hessen 2008.[65]
- Harare/Simbabwe: Angesichts der Hyperinflation in Simbabwe mit Inflationsraten von mehr als 2,2 Millionen Prozent verkündet die Zentralbank die Einführung einer neuen Währung zum 1. August. Diese wird wie die bisherige Währung den Namen Simbabwe-Dollar tragen, aber zehn Nullen weniger aufweisen.[66]
- Karlsruhe/Deutschland: Bundesverfassungsgericht erklärt in einer Grundsatzentscheidung die Nichtraucherschutzgesetze der Bundesländer Baden-Württemberg und Berlin für überwiegend verfassungswidrig. Das absolute Rauchverbot in kleinen Kneipen ist verfassungswidrig.[67]
- Rumänien, Ukraine: Hochwasserkatastrophe Juli 2008 in der Ukraine und in Rumänien: fast 36.000 Menschen werden evakuiert[68][69] und mindestens 26 Todesopfern. In der Region wurde eine deutsche Touristengruppe mit 200 Personen mit Hubschraubern evakuiert.[70]

### Donnerstag, 31. Juli 2008

Logo von Hertie

- Essen/Deutschland: Die Warenhauskette Hertie GmbH meldet Insolvenz an.[71]
- Hamburg/Deutschland: Der Lichtkünstler Michael Batz illuminiert zahlreiche Schiffe und Gebäude bei den Cruise Days im Hamburger Hafen.[72]
- Peking/China: China wird während der Olympischen Spiele in Peking den Zugang zum Internet auch für Olympiareporter zensieren, kündigt das Internationale Olympische Komitee an.[73]
- Rom/Italien: Italien ratifiziert den Vertrag von Lissabon. Die Abgeordnetenkammer nahm den Reformvertrag, der die EU auf eine neue Grundlage stellen soll, einstimmig an. Der italienische Senat hatte bereits in der vergangenen Woche ebenfalls einstimmig für den Vertrag gestimmt.[74]
- Vereinigte Staaten: Die NASA bestätigt den Nachweis für Wasser auf dem Mars durch die Raumsonde Phoenix.[75]

## Siehe auch

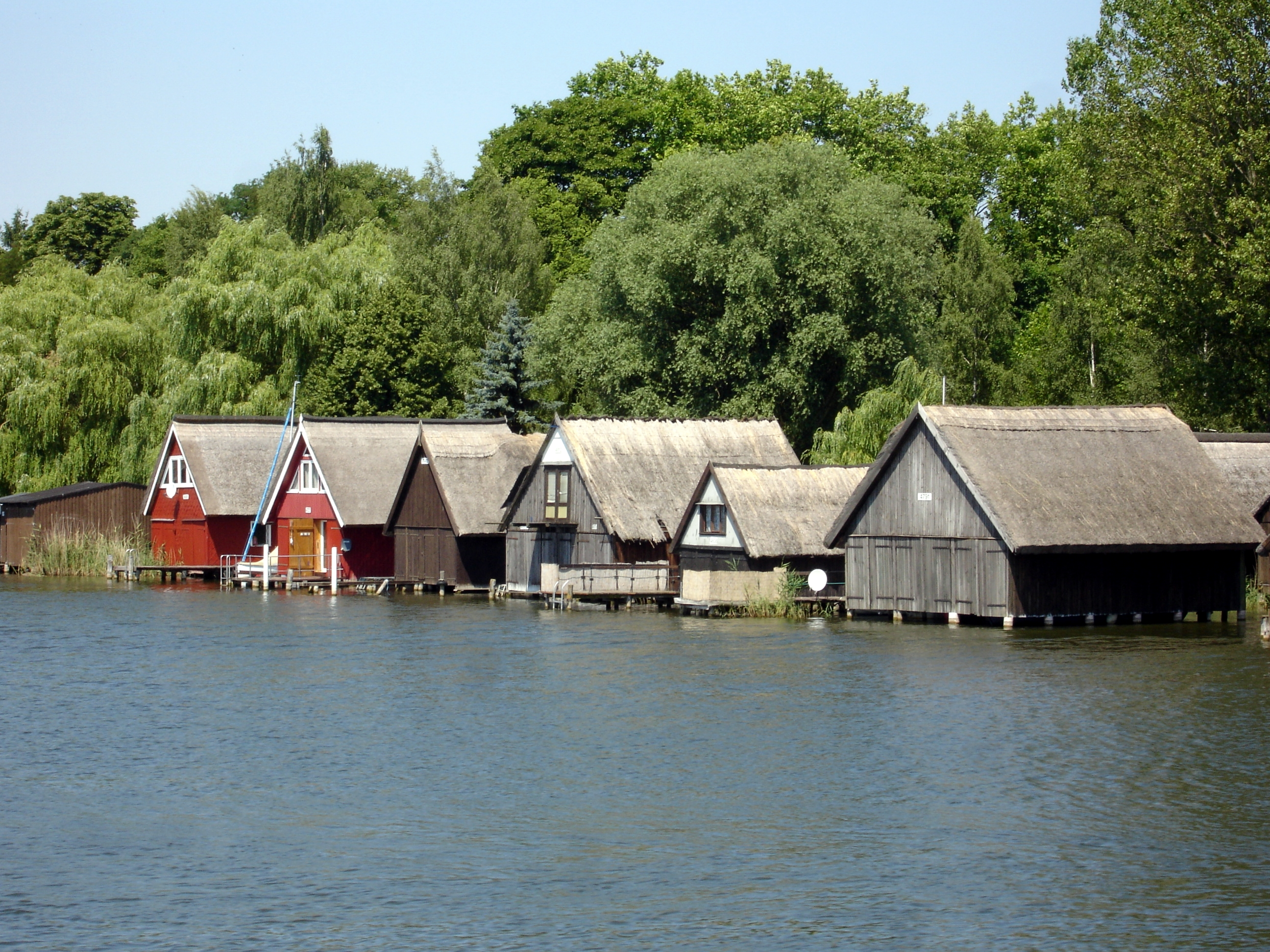
Mecklenburg-Vorpommern im Juli 2008